# 交響曲第5番 (チャイコフスキー)

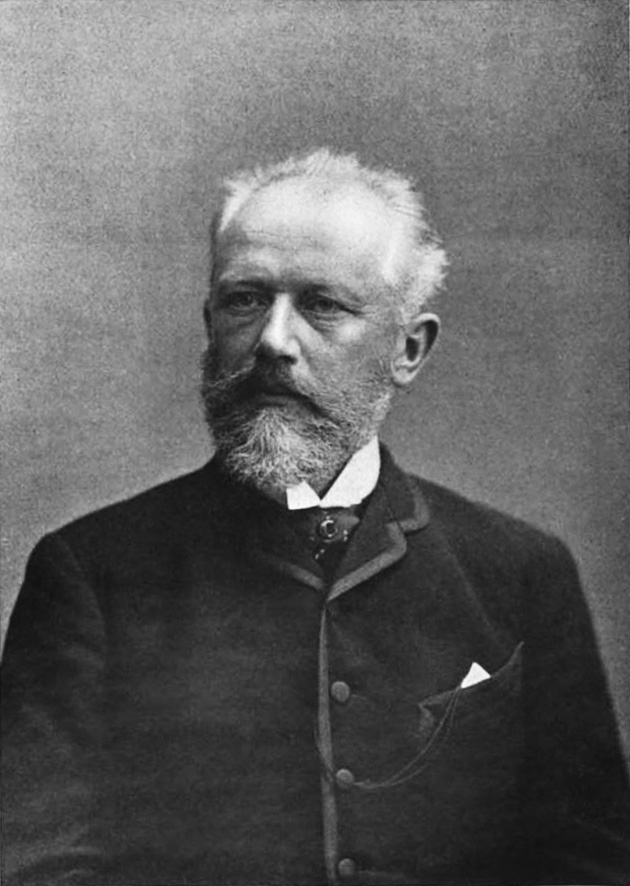
交響曲第5番を作曲した頃のチャイコフスキー（1888年）

交響曲第5番 ホ短調 作品64（こうきょうきょくだい5ばん ほたんちょう さくひん64、ロシア語: Симфония № 5 ми минор, соч. 64）は、ロシアの作曲家ピョートル・イリイチ・チャイコフスキーが作曲した交響曲である。チャイコフスキーの円熟期にあたる1888年の作品であり、交響曲第4番ヘ短調作品36とは作曲時期に10年の隔たりがある。
4つの楽章からなり、演奏時間は約42分。一つの主題が全ての楽章に登場し作品全体に統一感を与えている。この主題は「運命」を象徴しているとされており、第1楽章の冒頭で暗く重々しく提示されるが第4楽章では「運命に対する勝利」を表すかのように輝かしく登場するといった具合に、登場するつど姿を変える。第1楽章と第4楽章は序奏とコーダがあるソナタ形式。緩徐楽章である第2楽章は極めて美しい旋律をもち、第3楽章にはスケルツォの代わりにワルツが置かれている。
チャイコフスキーは初演を含めて6回この曲を指揮したが、作品に対する自己評価は揺れ動いた。今日では均整がとれた名作の一つとして高く評価されており、交響曲第4番、交響曲第6番『悲愴』とともに後期の「三大交響曲」として高い人気を得ている。
- チャイコフスキーが生きた時代のロシアでは現在のグレゴリオ暦よりも日付が12日早いユリウス暦が使用されていた。本記事においてはグレゴリオ暦を基本とし、文献での日付がユリウス暦で記載されている場合はグレゴリオ暦の後に括弧書きでユリウス暦を併記する。

## 交響曲第4番からの10年

### 生活
| 作曲年 | タイトル                      |
| ------ | ----------------------------- |
| 1866年 | 交響曲第1番『冬の日の幻想』   |
| 1872年 | 交響曲第2番（『小ロシア』）   |
| 1875年 | 交響曲第3番（『ポーランド』） |
| 1878年 | 交響曲第4番                   |
| 1888年 | 交響曲第5番                   |
| 1893年 | 交響曲第6番『悲愴』           |

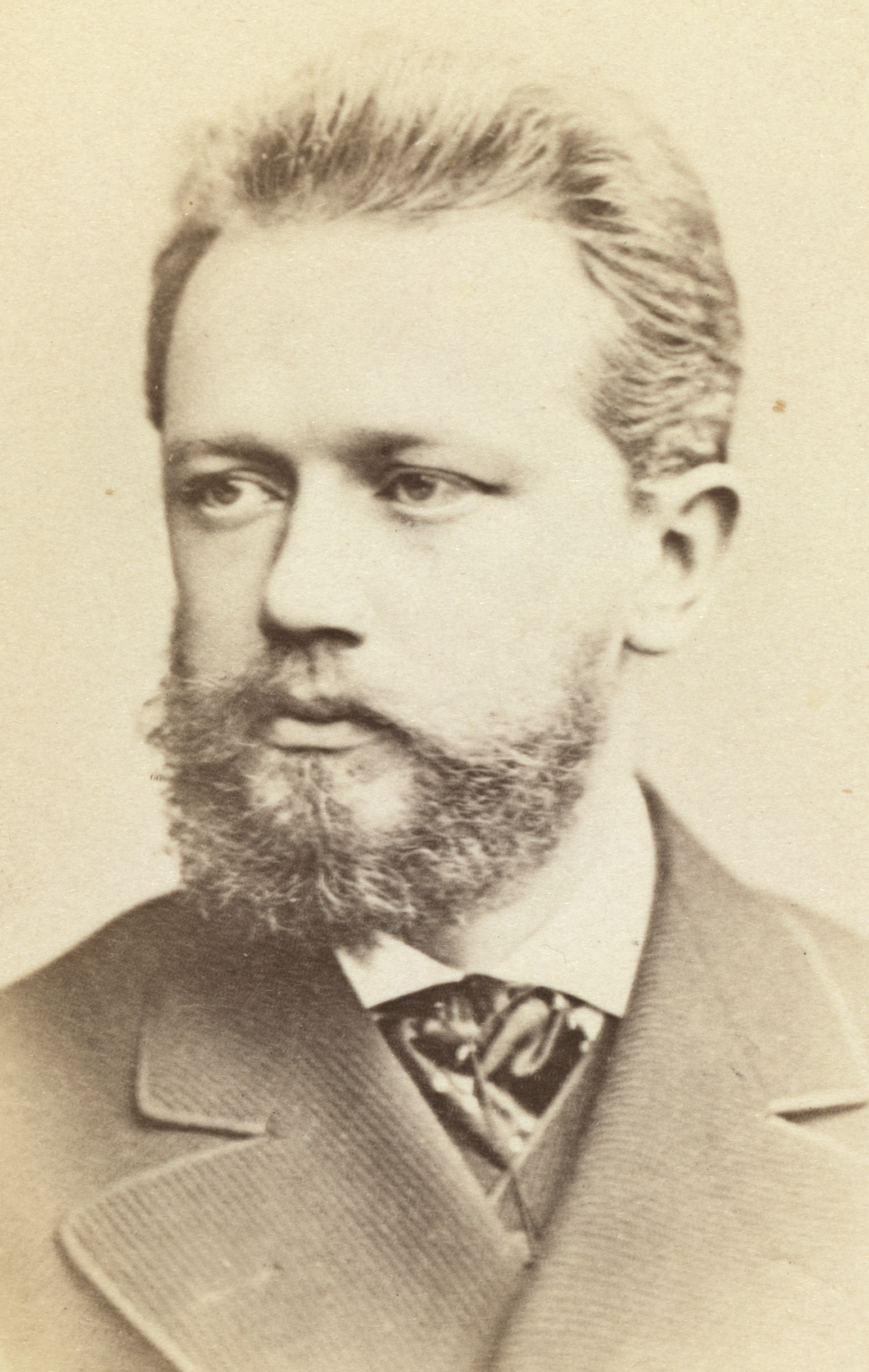
チャイコフスキー（撮影：1880～86年頃）

1866年の交響曲第1番『冬の日の幻想』以来、チャイコフスキーは数年おきに番号付きの交響曲を発表しているが、交響曲第4番と交響曲第5番の間には10年の開きがある。
1878年1月（ユリウス暦1877年12月）に交響曲第4番を完成させた後、チャイコフスキーは同年10月にモスクワ音楽院の教授を辞職し、外国のホテルとロシアの親戚・知人の家を交互に泊まり歩く放浪の作曲家となっていた。チャイコフスキーは1876年以来フォン・メック夫人から経済的な支援を受けおり、自由な生活を続けながら作曲に専念することができたのである。
この時期には、チャイコフスキーの作曲家としての名声はロシア国内において確立され、作品はニューヨークやロンドンでも演奏されるようになった。ただし、放浪中のチャイコフスキーが自由を謳歌していたかと言うと決してそうではなく、精神的な支えであった友人ニコライ・ルビンシテインの死、経済的な後ろ盾であるフォン・メック夫人破産の噂、妹アレクサンドラの家庭崩壊、進展しない離婚問題などはチャイコフスキーの精神を不安定にしていた。
やがてチャイコフスキーはロシアの村で残りの人生を過ごしたいと考えるようになり、1885年2月にモスクワから北に約80km離れたマイダーノヴォ（Майданово）に家を借り、6年以上に及んだ放浪生活に終止符を打った。その後、1888年5月（ユリウス暦4月）にはさらに良い環境を求めてマイダーノヴォからフローロフスコエに移り住み、交響曲第5番はこの地で作曲された。

### 創作活動
交響曲第4番から交響曲第5番までの間の10年については、チャイコフスキーがスランプに陥っていた「低迷期」であるとする評価がかつてあり、管弦楽のための組曲や『弦楽セレナーデ』といった複数の楽章で構成される作品は、交響曲を書きたくても書けなかったことから生まれたものであるとも言われていた。
しかし、実際には、管弦楽のための組曲第1番～第4番（1879年～1887年）、ピアノ協奏曲第2番（1880年）、『イタリア奇想曲』（1880）、『弦楽セレナーデ』（1880年）、序曲『1812年』（1880年）、ピアノ三重奏曲『偉大な芸術家の思い出に』（1882年）、オペラ『マゼッパ』（1883年）、『マンフレッド交響曲』（1885年）、オペラ『チェレヴィチキ』（1887年）などの作品が完成しているように、着実に創作は続けられており、この時期のチャイコフスキーは、晩年における更なる飛躍のために試行錯誤を続けていたと考えられている。なお、ロシア音楽の研究者フランシス・マースは、1880年代のチャイコフスキーを、この時期におけるロシアの最大の作曲家と評価している。

## 作曲の経過

### 作曲ノートに見られる初期の構想
チャイコフスキーが音楽のアイデアや生活に関するメモを記した作曲ノートは19冊が残っており、1887年夏から1888年春にかけて書かれた4冊目のノートには、同じ時期に作曲が進められた『ハムレット』に基づく舞台音楽と交響曲第5番の構想が記されている。そこに見られるワルツ主題（第3楽章）の原案は1887年8月に書かれたものと考えられており、作曲の約1年前に着想があったことになる。また、後に「運命の主題」と呼ばれる主題の原案もあり、これは同年秋のものと考えられている。
ノートには楽譜のみならず言葉でもアイデアが記されており、第2楽章の原案の一部と見られる楽譜には次のような言葉が添えられている。
チャイコフスキー自身は、交響曲第5番に 標題（プログラム。一定の叙述的な内容のこと）は存在しないと後に述べているが、以下に示すノートの書き込みは交響曲第5番につながる標題であると考えられている。
この標題については『ハムレット』との関連や、次に述べる1887年夏のアーヘンにおける体験との関連が指摘されている。

### アーヘンでの体験
1887年7月、かねてからの友人ニコラーイ・ドミートリエヴィッチ・コンドラーチエフが病のために死期が近づいていると知ったチャイコフスキーは、コンドラーチエフが療養中であったドイツのアーヘンに向かった。アーヘンには7月27日（ユリウス暦7月15日）から9月6日（ユリウス暦8月25日）までの約40日間滞在し、ここで終末期のコンドラーチエフに付き添った。チャイコフスキーはアーヘンから戻った後に以下のように記している。
アーヘンでは、死に怯える病人に接し続けたことでチャイコフスキー自身も精神的に不安定になり体調も壊した。しかし、ここでの体験はチャイコフスキーが死や宗教に対する思索を深めるきっかけとなり、そのことが以降の作品や、前述した交響曲の標題に影響を与えていると考えられている。

### 指揮者としてのヨーロッパ演奏旅行

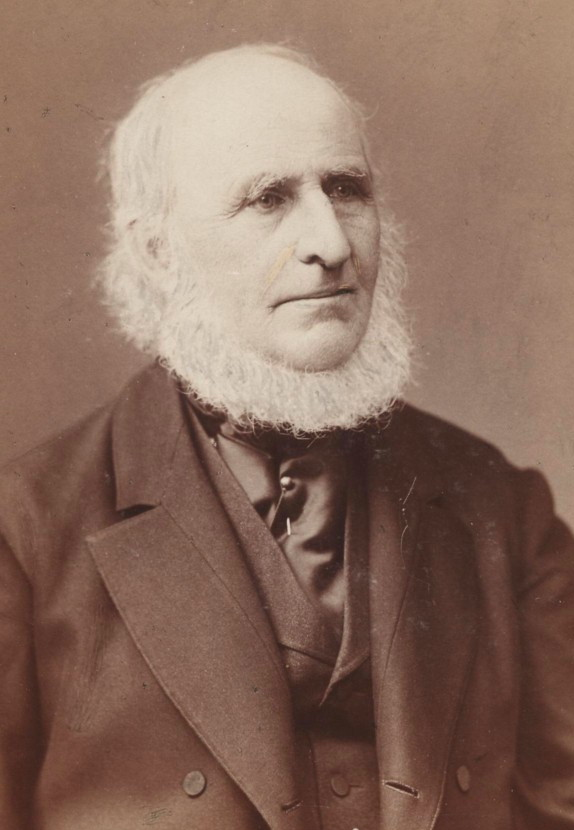
交響曲第5番を献呈されたアヴェ＝ラルマン

1887年1月に自作のオペラ『チェレヴィチキ』の初演で指揮者として本格的にデビューしたチャイコフスキーは、前述のアーヘンでのできごとの後、12月には指揮者として初のヨーロッパ演奏旅行に出発。翌1888年3月にかけてライプツィヒ、ハンブルク、ベルリン、プラハ、パリ、ロンドンなどの各都市で成功をおさめるとともに、ブラームス、マーラー、グリーグ、ドヴォルザーク、リヒャルト・シュトラウス、マスネ、ドリーブといった作曲家や各地の演奏家と交流した。
この演奏旅行中、ハンブルクでは同地のフィルハーモニー協会理事長テオドール・アヴェ＝ラルマンに出会い、親交を深めた。84歳にしてハンブルク音楽界の重鎮であるアヴェ＝ラルマンは大のロシア嫌いであり、チャイコフスキーの音楽に対しても打楽器がやかましいなどとして否定的であった。しかし、アヴェ＝ラルマンはチャイコフスキーにドイツの優れた作曲家にも通じる資質を認め、ロシアを捨ててドイツに移住することを熱心に勧めたという。後に交響曲第5番が完成すると、チャイコフスキーは当初交響曲を献呈してようと考えていたグリーグではなくアヴェ＝ラルマンに作品を献呈した。その理由については、ハンブルク滞在中における細やかに気配りに感動したからとも、彼のロシア音楽に対する見方を変えたかったからとも言われる。

### 着手から完成まで
ヨーロッパ演奏旅行の帰路、チャイコフスキーは弟アナートリィが控訴院の検察官として赴任していたティフリス（現在のジョージアの首都トビリシ）に立ち寄り、4月7日（ユリウス暦3月26日）から4月26日（ユリウス暦4月14日）までの3週間をそこで過ごした。ここから弟モデストやフォン・メック夫人にあてた手紙では、夏に新しい交響曲を作曲するつもりであると述べているが、5月27日（ユリウス暦5月15日）でモデストにあてた手紙では、様々な校訂作業があるために交響曲にはまだ着手できていないと報告している。
ところが、そのわずか4日後に書かれた5月31日（ユリウス暦5月19日）付けのモデストあての手紙には「目下、役に立たなくなった自分の脳味噌から、苦心惨憺して交響曲を絞り出すことを始めようとしている。」とあることから、この日以降、作曲の作業に取りかかったものと考えられている。チャイコフスキーはここから約1か月の間に全曲のスケッチを完成させ、引き続きオーケストレーションに取りかかり、8月26日（ユリウス暦8月14日）に作品を完成させている。
11月8日（ユリウス暦10月27日）には楽譜の初版がユルゲンソーン社から出版された。また、四手ピアノ版がセルゲイ・タネーエフによって編曲されており、その第2楽章と第3楽章が11月6日（ユリウス暦10月25日）、モスクワにおいてタネーエフとアレクサンドル・ジロティのピアノによって披露されている。

## 初演と評価

### 初演後の評価

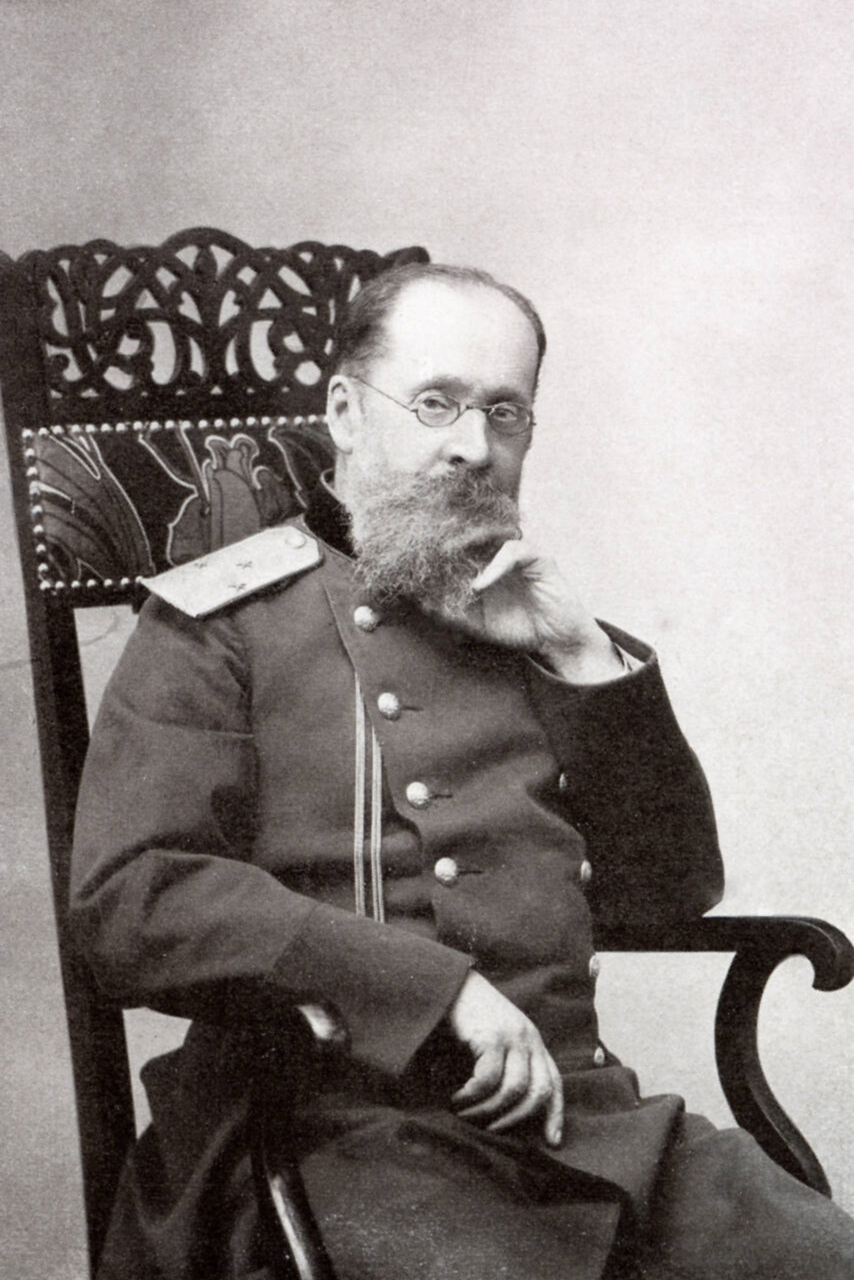
交響曲第5番を批判したキュイ

交響曲第5番の初演は、1888年11月17日（ユリウス暦11月5日）、作曲者自身の指揮によりペテルブルクで行われた。聴衆の反応は良かったが専門家の批評は芳しくなく、「3つのワルツを持った交響曲」などと揶揄された。「力強い仲間」（いわゆる「ロシア五人組」）の一人である作曲家ツェーザリ・キュイに至っては、第3楽章におけるワルツの使用を「ワルツの形は狭くて軽々しい。組曲には使うが、常に厳格で、厳格なる形式を秩序としている交響曲には使わない。」と批判し、さらに「全体として交響曲は思想が貧弱で、お定まりで、音が音楽に勝っていて、聴くに耐えない。」と酷評した。
初演に引き続き、チャイコフスキーは11月24日（ユリウス暦11月12日）に行われたペテルブルクでの再演および11月30日に行われたプラハ初演で同曲を指揮した。作曲の終わり頃には新しい交響曲を「今までのものより悪くない」と前向きに評価していたチャイコフスキーであったが、ここまでの3回の演奏を終えてすっかり自信を失った。フォン・メック夫人にあてた12月14日（ユリウス暦12月2日）付けの手紙では次のように述べている。

### 第2回演奏旅行とハンブルク初演
12月22日（ユリウス暦12月10日）とその翌日、チャイコフスキーはモスクワで交響曲第5番を二日連続で指揮しているが、この演奏は好評であった。その後、1889年2月5日（ユリウス暦1月24日）、チャイコフスキーは2度目となるヨーロッパ演奏旅行に旅立ち、2か月にわたって、ケルン、フランクフルト、ドレスデン、ベルリン、ジュネーヴ、ハンブルク、ロンドンの各都市を回り自作を指揮した。この旅行中、交響曲第5番が取り上げられたのは3月15日（ユリウス暦3月3日）に行われたハンブルクでの演奏会のみであった。このハンブルクでの演奏（ハンブルク初演）に先立ち、チャイコフスキーはジュネーヴに滞在していた3月8日（ユリウス暦2月24日）に第4楽章の一部をカットしている。
ちょうどハンブルクを訪れていてリハーサルを聴いたブラームスは、交響曲の第1楽章から第3楽章までは良いが第4楽章は気に入らないとチャイコフスキーに伝えたが、演奏会自体は大成功であり、自信を取り戻したチャイコフスキーはモデストにあてて「嫌いになりかけていたこの曲がまた好きになった。」と書き送っている。
なお、ハンブルク初演の10日前にあたる3月5日、海を越えたアメリカ・ニューヨークでは セオドア・トーマスにより交響曲第5番がコンサートで紹介されている。

### ニキシュの功績

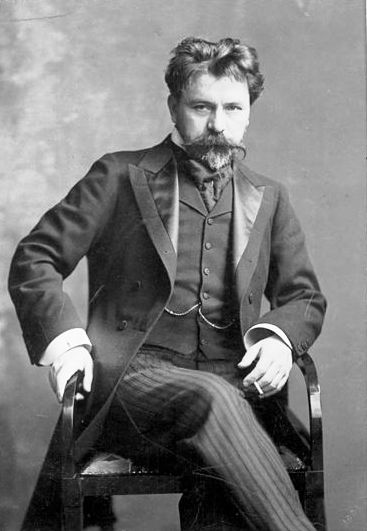
ニキシュ（1901年）

ハンブルク初演を成功させたチャイコフスキーであったが、それ以降、チャイコフスキーが自ら指揮する演奏会において交響曲第5番を取り上げることはなかった。交響曲第5番の真価が広く世に知られるようになったのは、チャイコフスキーが「天才的」と高く評価したハンガリー出身の指揮者アルトゥル・ニキシュの活躍に負うところが大きい。
ニキシュは交響曲第5番をレパートリーとし、ロンドン、ライプチヒ、ベルリンなどにおいて大成功をおさめた。ニキシュ本人によれば、1892年にペテルブルクでニキシュが交響曲第5番を指揮した際、そのリハーサルを見たチャイコフスキーは、ニキシュの棒の下でのオーケストラの変わりように驚き、彼の演奏を高く評価するとともに大いに感謝したとされる。
当時モスクワ音楽院で作曲を学んでいたゲオルギー・コニュスの回想によれば、モスクワで交響曲第5番の初演が行われた後、チャイコフスキーは第4楽章のコーダ（プレストになる2小節前の1拍目）で、そもそも楽器編成に含まれていないシンバルを ff で1発鳴らすべきだったと語り、将来楽譜を修正する際にはシンバルのパートを追加することを忘れないよう指示したという。結局、出版譜がチャイコフスキーの意向に沿った形で修正されることはなかったが、ニキシュはコンサートで交響曲第5番を指揮する際にこのシンバルの追加を実行しており、同業者からは「ニキシュのシンバル」と呼ばれていたという。なお、ニキシュ以降の指揮者ではウィレム・メンゲルベルクやジョージ・セルがこのシンバルの追加を採用している。

## 受容の広がり

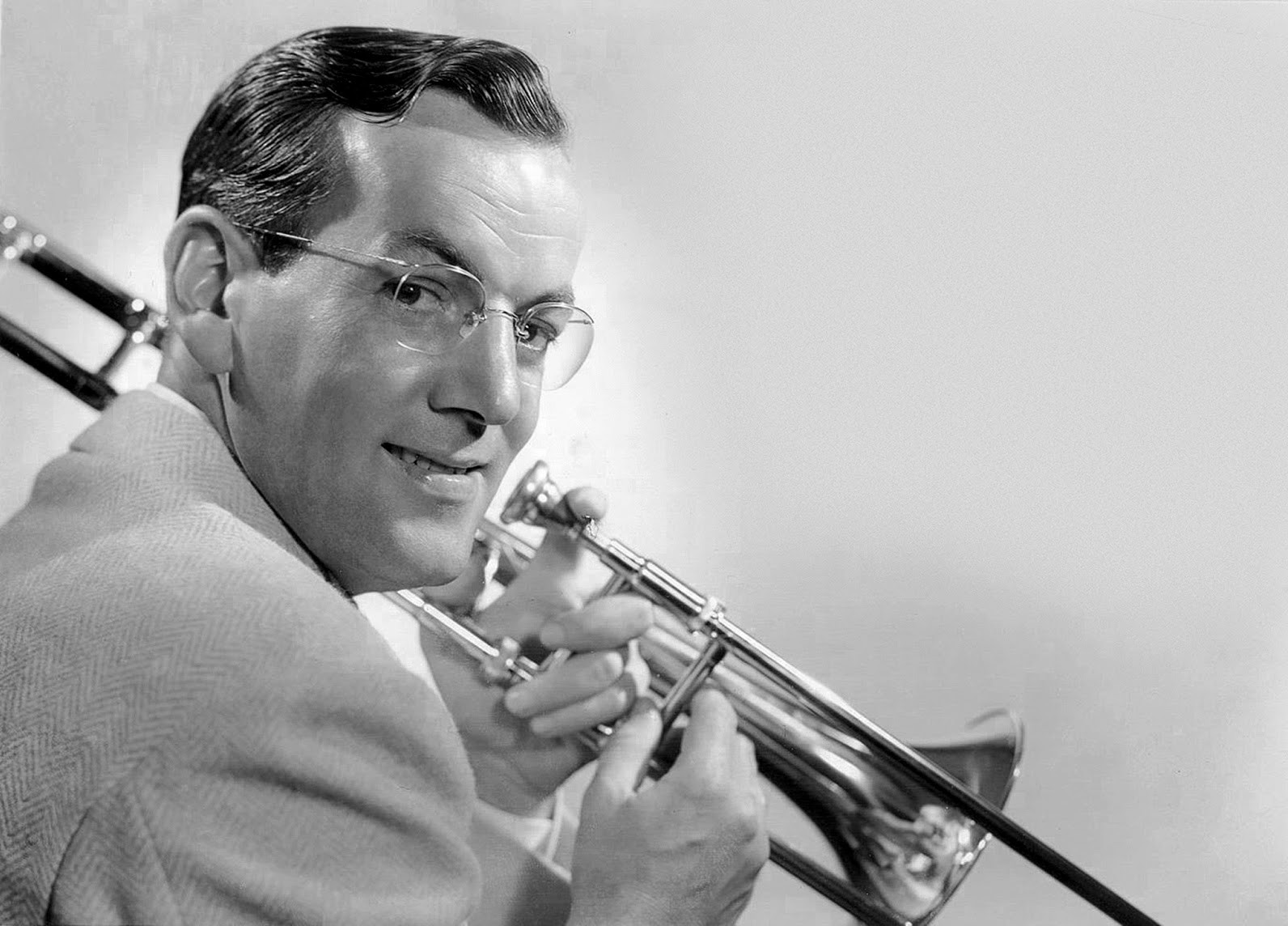
グレン・ミラー

20世紀前半には、クラシック音楽の演奏会だけでなく、レコード、ラジオなどの新しいメディアを通じて、あるいはバレエや映画などでの使用によって交響曲第5番は広く受容されるようになった。
第一次世界大戦後の1920年代にはアルバート・コーツ、ウィレム・メンゲルベルク、ランドン・ロナルド、フレデリック・ストックなどの指揮者によるレコード録音が行われている。なお、この時期の日本では、1926年に ヨゼフ・ケーニヒ指揮、日本交響楽協会によって交響曲第5番が初演されている。

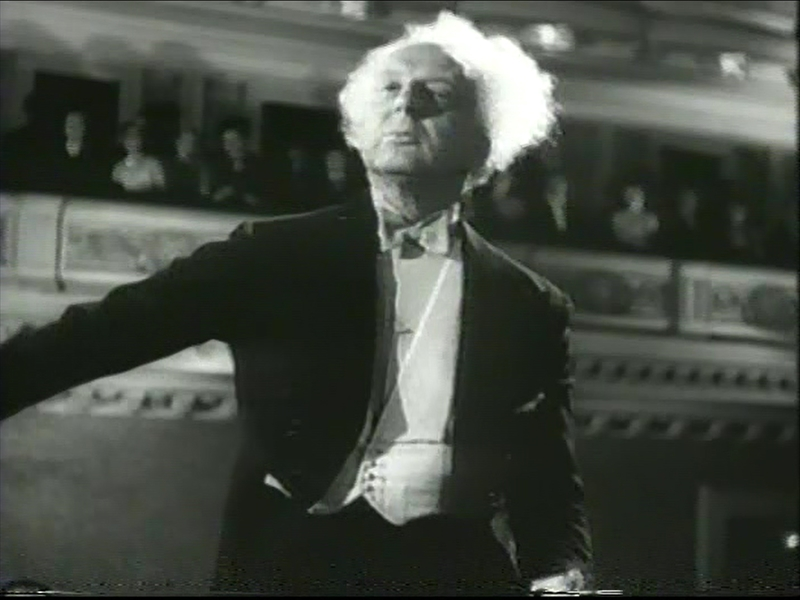
交響曲第5番 第2楽章を指揮するストコフスキー（1947年の映画『カーネギー・ホール』）

1930年代のバレエや映画などの作品には交響曲第5番を使ったものがある。1933年のバレエ『前兆』（Les Présages）は、バレエ・リュス出身の振付師レオニード・マシーンが交響曲第5番に振り付けた作品であり、同年4月にバレエ・リュス・ド・モンテカルロによって初演されている。なお、マシーンは1930年代に既存の交響曲に基づく「シンフォニック・バレエ」を発表しており、『前兆』はその最初の作品である。
交響曲第5番第2楽章の美しい音楽は、1930年の映画『地獄の天使』（Hell's Angels）のオープニングクレジット及びインターミッション、あるいは1932年の映画" Strange Interlude" のオープニングクレジットで使われ、1937年のミュージカル映画『君若き頃』（Maytime）では歌詞が付けられ、劇中歌 " Czaritsa " として歌われている。なお、映画における交響曲第5番の使用例は他にもあり、1937年の『オーケストラの少女』（One Hundred Men and a Girl）ではレオポルド・ストコフスキー指揮フィラデルフィア管弦楽団が出演し、冒頭のシーンで第4楽章を演奏している。
1939年には、マック・デイビッド、マック・デイヴィス、アンドレ・コステラネッツが第2楽章の主旋律をもとにした歌『ムーン・ラヴ』（Moon Love）を作っている。『ムーン・ラヴ』はグレン・ミラー楽団（ヴォーカルはレイ・エバリー。）によって演奏されてアメリカにおけるヒット曲となり、さらにミルドレッド・ベイリーによっても歌われた。同曲はその後もフランク・シナトラ 、エディ・デューチン、ナット・キング・コール、チェット・ベイカーなど多くのアーティストによってカバーされている。
第二次世界大戦中には、交響曲第5番は「勝利」のイメージがあることから連合国で好んで演奏された。欧米のオーケストラなどによる交響曲第5番のプログラムノートには、次のようなエピソードが掲載されていることがある。
20世紀後半以降、今日に至るまで多くの演奏・録音が行われており、少なくとも日本においては、アマチュアオーケストラの間でも人気の高いレパートリーとなっている。

## 楽器編成
フルート3（第3フルートはピッコロに持ち替え）、オーボエ2、クラリネット2（A管）、ファゴット2、ホルン4、トランペット2（A管）、トロンボーン3、チューバ1、ティンパニ、弦五部
クラリネットとファゴットの組み合わせが全体的に重要な音色となっている。また、交響曲第3番と同じく打楽器はティンパニのみが使われる（#ニキシュの功績を参照）。この作品におけるチャイコフスキーのオーケストレーションは、楽器群の効果的な対比など、従来の作品に比べて熟達しているとされる。

## 曲の構成

### 「運命の主題」
交響曲第5番では、第1楽章冒頭の主題（下の譜例）が全楽章にわたって登場する。この主題は「運命」を表していると考えるのが通例であり、「運命の主題」と呼ばれる（「主想旋律」のように呼ばれることもあるが、本稿では以下「運命の主題」と呼ぶ）。主題の後半（譜例では第4小節の4拍目以降）に見られる下行する音階は、第3楽章の最初のワルツ主題や第4楽章の第1主題などにも関連する重要な動きである。
お使いのブラウザーでは、音声再生がサポートされていません。音声ファイルをダウンロードをお試しください。
「運命の主題」は登場するたびにテンポやニュアンスを変える（下の表参照）。チャイコフスキーがエクトル・ベルリオーズの「イデー・フィクス」（idée fixe、固定楽想）に学んだこの手法は、1885年の『マンフレッド交響曲』ですでに用いられており、交響曲第5番の翌年に作曲されたバレエ音楽『眠りの森の美女』ではさらに磨きをかけた形で使われることになる。
| 楽章    | 箇所           | テンポ                                  | 拍子   | 開始音量 | 楽器                     |
| ------- | -------------- | --------------------------------------- | ------ | -------- | ------------------------ |
| 第1楽章 | 序奏           | Andante（♩=80）                         | 4分の4 | p        | クラリネット             |
| 第2楽章 | 中間部の終わり | Tempo preccedente（♩=100）              | 4分の4 | fff      | トランペットなど         |
| 第2楽章 | 再現部の終わり | Allegro non troppo                      | 〃     | fff      | トロンボーンなど         |
| 第3楽章 | コーダ         | Allegro moderato（♩=138）               | 4分の3 | pp       | クラリネットとファゴット |
| 第4楽章 | 序奏           | Andante maestoso（♩=80）                | 4分の4 | mf       | 弦楽器                   |
| 第4楽章 | 序奏           | Andante maestoso（♩=80）                | 〃     | p        | 木管楽器                 |
| 第4楽章 | 提示部の終わり | Allegro vivace（二分音符=120）          | 2分の2 | ff       | 金管楽器                 |
| 第4楽章 | 再現部の終わり | Poco meno mosso                         | 〃     | ff       | 管楽器                   |
| 第4楽章 | コーダ         | Moderato assai e molto maestoso（♩=96） | 4分の4 | ff       | 弦楽器                   |
| 第4楽章 | コーダ         | Moderato assai e molto maestoso（♩=96） | 〃     | fff      | トランペットなど         |

なお、「運命の主題」だけでなく、第1楽章の第1主題も、第4楽章の集結部分で姿を変えて再現される。

### 第1楽章
ホ短調、序奏とコーダをもつ自由なソナタ形式 。
序奏はアンダンテ、4分の4拍子。2本のクラリネットが暗く重々しい「運命の主題」を提示する。交響曲第4番の冒頭に出る激しく圧倒的なファンファーレも「運命」を象徴しているが、第5番の「運命」は暗澹として弱々しく絶望感に満ちており、「運命への服従」を暗示している。
主部はアレグロ・コン・アニマ、8分の6拍子。弦楽器が pp で刻む行進曲調のリズムに先導され、クラリネットとファゴットがホ短調の第1主題を提示する（下の譜例）。この主題は「運命の主題」から派生しており、前述したように第4楽章の最後でも登場する。
お使いのブラウザーでは、音声再生がサポートされていません。音声ファイルをダウンロードをお試しください。
音楽は転調を繰り返しながら盛り上がり、第1主題が fff で確保された後、そのまま第2主題群に入る。ここでは2つの重要な主題が提示される。1つはホ短調の属調にあたるロ短調による主題で、ため息のような半音の下行（ニ - 嬰ハ）を含んでいる。
お使いのブラウザーでは、音声再生がサポートされていません。音声ファイルをダウンロードをお試しください。
もう1つは叙情的なニ長調の主題であり、6拍子ではあるがワルツのような性格をもっている。
お使いのブラウザーでは、音声再生がサポートされていません。音声ファイルをダウンロードをお試しください。
この2つの主題については、上が推移主題で下が第2主題とする見解、上が第2主題で下が推移主題とする見解 、提示部の主題が第1主題を含めて3つあるという見解に分かれている。
ニ長調の主題の前後には、次の譜例のような活力のある動機が奏でられる。園部（1980）はこの動機を「生命の歓喜に満ちた陽気なさえずり」と表現している。なお、展開部では各所にこの動機が散りばめられる。
お使いのブラウザーでは、音声再生がサポートされていません。音声ファイルをダウンロードをお試しください。
展開部は第1主題を中心として転調を繰り返しながら動機の展開が行われ、クライマックスを形作った後は次第に静まっていき、ホ短調に戻って再現部となる。
ファゴットのソロにより第1主題が再現されるが、ベースは主音のホ音ではなく属音のロ音になっている。再現部は和声的な安定感が避けられており、第1主題の fff での確保はホ短調ではなく嬰ヘ短調で行われ、続く第2主題群も嬰ハ短調、ホ長調で再現され、コーダに入ってようやくホ短調に辿り着く。
コーダの後半ではベースラインが「運命の主題」に基づく下行音形を繰り返す中、第1主題が執拗に反復されてディミニュエンドしていき、最後はファゴット、チェロ、コントラバス、ティンパニが残り、 pp で暗く重い結末となる。

### 第2楽章
ニ長調、 三部形式。「多少の自由さをもつアンダンテ・カンタービレ」の指示がある。 デュナーミクは pppp から ffff までと全楽章の中で最も幅があり、テンポの変化も全楽章の中で最も多い。美しい旋律と劇的な展開をもった楽章であり、オペラを器楽に移し替えたような趣がある。
曲は8分の12拍子で開始される。弦楽器の低音による静かなコラール風の前奏 に続き、ホルンのソロにより主旋律が提示される（下の譜例）。甘美かつ抒情的であり、チャイコフスキーの旋律美が発揮された名旋律である。
お使いのブラウザーでは、音声再生がサポートされていません。音声ファイルをダウンロードをお試しください。
次に嬰ヘ長調に転調しオーボエとホルンが副次旋律をカノン風に提示するが、直ちに再び第1主題の登場となる。今度はチェロが旋律を担当し管楽器が対旋律を絡める。間もなく、弦楽器が副次旋律を情熱的に奏でてクライマックスを築く。
中間部に入るとテンポがやや速くなって（モデラート・コン・アニマ）4分の4拍子となり、新しい嬰ヘ短調のノスタルジックな旋律がクラリネットによって奏でられ（下の譜例）、ファゴットに受け継がれる。
お使いのブラウザーでは、音声再生がサポートされていません。音声ファイルをダウンロードをお試しください。
音楽が加速して大きく盛り上がると、クライマックスで「運命の主題」が力強く回帰する。休止のフェルマータを挟んで再現部となり、ピッツィカートの伴奏にのって第1ヴァイオリンが主旋律を奏でる。なお、単なる再現ではなく伴奏や対旋律などが変化している。やがて主旋律は感情を強めてゆき、その頂点で副次旋律が弦楽器により fff で歌われ、さらに ffff のクライマックスが築かれる。そこから音楽は次第におさまっていくが、突然、「運命の主題」が fff で強奏される。コーダでは弦楽器が副次旋律の断片をカノン風に奏でながら静まっていき、クラリネットのソロにより楽章は pppp で静かに閉じられる。

### 第3楽章
イ長調、コーダをもつ複合三部形式。アレグロ・モデラート。本来であればスケルツォ楽章がおかれるところであるが、チャイコフスキーは新しい試みとしてワルツをおいた。なお、多楽章形式の作品ではすでに『弦楽セレナーデ』の第2楽章にワルツをおいているが、交響曲では初めてである。
ワルツの旋律は3種類あり、弦楽器や木管楽器によって奏でられる。
曲は前奏なしに優雅な第1のワルツから始まる（下の譜例）。旋律は「運命の主題」に関連する下行音階から始まっている。この旋律が最初に第1ヴァイオリンで提示される際、伴奏は各小節の1拍目が休符になっているため、聴く者の拍節感を狂わせる効果がある。
お使いのブラウザーでは、音声再生がサポートされていません。音声ファイルをダウンロードをお試しください。
オーボエとファゴットによって奏でられる第2のワルツ（下の譜例）。この旋律がクラリネットに引き継がれると、ホルンのゲシュトップフトの音色が背景を彩る。この後、第1のワルツがクラリネットとファゴットに戻ってくるが、ここでもゲシュトップフトの音が背景で聴かれる。
お使いのブラウザーでは、音声再生がサポートされていません。音声ファイルをダウンロードをお試しください。
ファゴットのソロによる第3のワルツ（下の譜例）。シンコペーションが特徴的である。他の木管楽器を加えて繰り返される。
お使いのブラウザーでは、音声再生がサポートされていません。音声ファイルをダウンロードをお試しください。
中間部はテンポはそのままで嬰ヘ長調に転調する。16分音符のパッセージが特徴的であり、スケルツォ的な軽やかな音楽となっている。また、途中で3拍子の中に2拍子が入るポリリズムが使われている。
第1のワルツが戻ってくる部分では、オーボエが奏でる旋律と、チェロとヴァイオリンが奏でる16分音符のパッセージがオーバーラップしており、スケルツォ的な中間部からワルツへの移行がスムーズに行われている。この後、第2、第3のワルツも回帰してコーダとなる。
コーダの後半ではクラリネットとファゴットが3拍子に変形された「運命の主題」を pp で陰鬱に奏でるが、唐突に ff の和音が現れて曲が終わる。なお、第3楽章にはトロンボーンとテューバの出番がない。

### 第4楽章
序奏とコーダをもつソナタ形式、またはロンド・ソナタ形式。輝かしい勝利と全民衆の祭典のようなフィナーレである。
序奏はホ長調、4分の4拍子。弦楽器、ついで管楽器によって「運命の主題」が荘厳に奏でられる。序奏のクライマックスが静まるとホ短調の第3音であるト音がティンパニのトレモロとコントラバスに残り、そこにアレグロ・ヴィヴァーチェで主部の第1主題が飛び込んでくる（下の譜例）。
お使いのブラウザーでは、音声再生がサポートされていません。音声ファイルをダウンロードをお試しください。
第1主題はホ短調。弦楽器の下げ弓（ダウンボウ）の連続を含んでおり、荒々しく野性的である。また、「運命の主題」に関連する下行音形が含まれている。
曲は猛烈な勢いを保ったまま進行し、2つの推移主題をはさんで木管楽器群がニ長調の第2主題を提示する（下の譜例）。第2主題もまた、「運命の動機」に関連する下行音形を含んでいる。
お使いのブラウザーでは、音声再生がサポートされていません。音声ファイルをダウンロードをお試しください。
第2主題が盛り上がると、金管楽器がハ長調の「運命の主題」を ff で奏する。「運命の主題」に引き続き曲は展開部に突入し、第1主題がハ長調で奏される。展開部では第1主題、第2主題が展開され。その終わりではリズムを刻むオスティナートがなくなり、弦楽器と木管楽器が掛け合いながら音楽は静まっていく。pp が10小節間続いた後、突如 ff となり再現部が始まる。第1主題、推移主題、第2主題の順に再現されていき、結尾部で弦楽器の下行音階を背景として金管楽器が「運命の主題」を ff で奏し、さらに壮大に盛り上がってホ長調の属和音で一旦終止する。全休止をはさんでコーダとなる。
コーダは4分の4拍子、ホ長調。「運命の主題」が凱旋行進曲のように高らかに響き渡り、推移主題に基づく2分の2拍子の急速なプレストを経て、モルト・メノ・モッソ、4分の6拍子となり、ホ長調に変化した第1楽章の第1主題をホルンとトランペットが ffff で豪快に掛け合って最強奏の和音で力強く全曲を締めくくる。
なお、第4楽章は「運命との戦いとその勝利」という英雄的テーマの音楽であると見なされているが、その一方では、次のような批判も存在する。

## チャイコフスキー自身による第4楽章の改訂

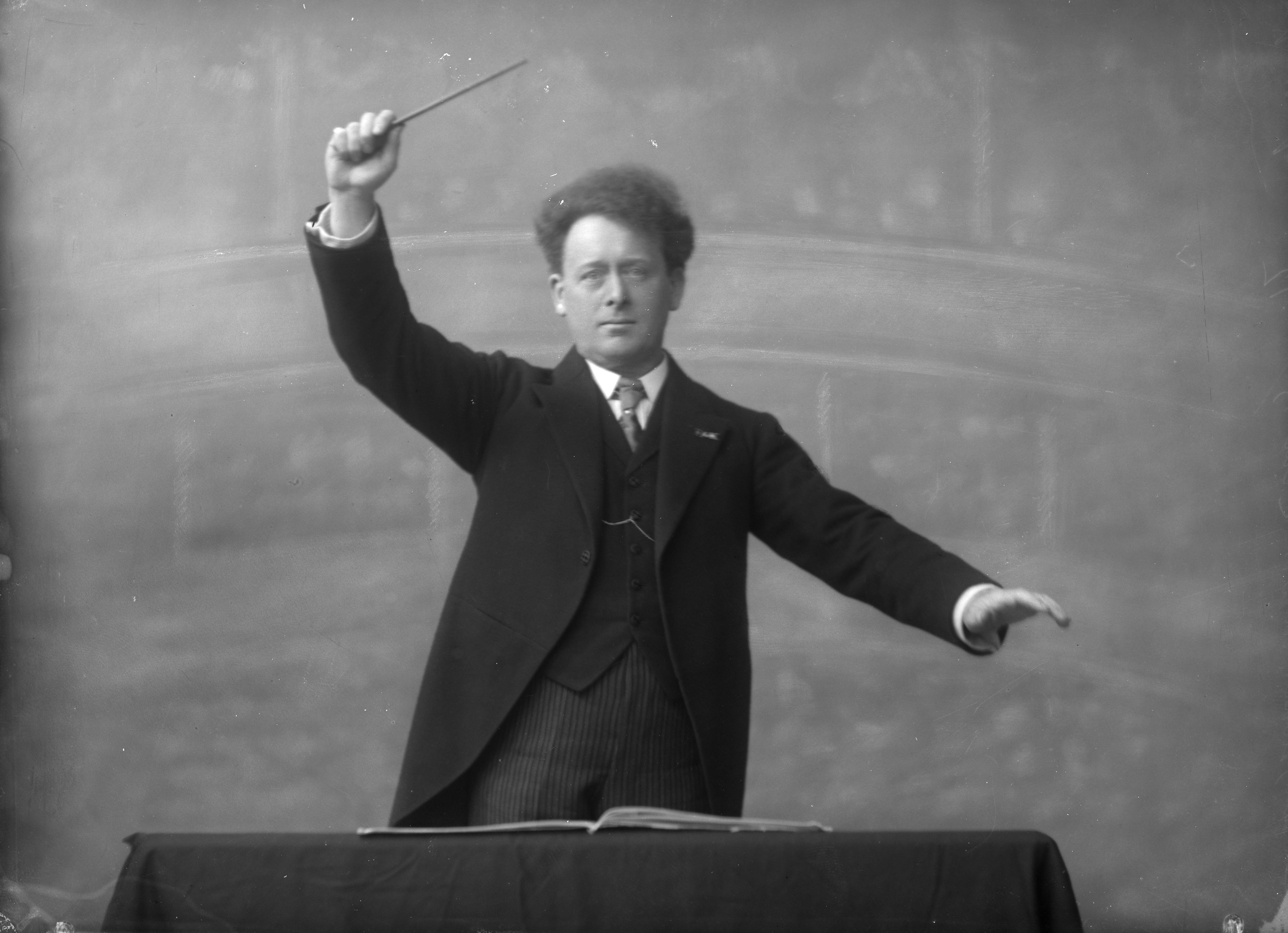
メンゲルベルク（1919年）

前述のとおり、チャイコフスキー自身は一時期、交響曲第5番に不満を持っており、特に第4楽章についてはシンバルの追加を望み、ハンブルク初演では自らカットした楽譜により演奏した。ただし、チャイコフスキーはハンブルク初演以降に同曲を指揮することはなく、ハンブルクで使った楽譜も失われてしまっているため、チャイコフスキーにとっての最終稿がどのようなものだったのかは不明である。
20世紀前半の指揮者ウィレム・メンゲルベルクが演奏する交響曲第5番の第4楽章は、カットおよびコーダでのシンバル追加が行われており、メンゲルベルクは、チャイコフスキーの弟モデストを通じて作曲者が望んでいた作品の姿を知っていたと主張している。
メンゲルベルクが書き残したモデストとのいきさつについては時系列などに不正確な点が多いが、交響曲第5番の校訂を行った音楽学者クリストフ・フラム（Christoph Flamm）は、メンゲルベルクが1908年5月にローマで交響曲第5番を演奏した時にモデストに会っており、この時にチャイコフスキーの意図を伝え聞いていた可能性があるとして、メンゲルベルクが行った楽譜の改変はチャイコフスキーによるハンブルク最終稿（final Hamburg version）を参考にしていることにはほぼ疑いがないと結論づけている。
フラムが校訂した交響曲第5番のスコアは、2018年にドイツのブライトコプフ・ウント・ヘルテル社から出版されており、第4楽章については以下のようなメンゲルベルクの改変が反映されている。
1. 第210小節の1拍目（裏拍）から第316小節の1拍目（表拍）までのカット[181][182]。展開部の大部分と再現部の最初がカットされる。
2. 第469小節から第471小節までの和音の変更[106]。コーダに入る直前の和音はホ長調の属和音（ロ、嬰ニ、嬰ヘ）であるが、これに7度音のイ音を加えて属七の和音とし、さらにオーケストレーションも変更している[183]。チャイコフスキーの日記には、ハンブルクの演奏に向けてカットと「パート譜の修正」も行っているという記録があるため、校訂者は単なるカットだけではなかったとしている[106]。なお、この部分は従来の楽譜と併記されている[183]。
3. 第472小節から第489小節までのカット[181][151]。全休止の後、いきなりトランペットによるホ長調の「運命の主題」からコーダを始めるものである。
4. 第502小節の1拍目にシンバル1発（八分音符）の追加。ただし、音符は括弧で囲まれ、シンバルの追加は任意（ ad libidum ）とされている[184]。